# Blanca Padilla
Blanca Padilla (ur. 7 stycznia 1995 w Collado Villalba) – hiszpańska modelka, znana głównie z reprezentowania włoskiej marki odzieżowej Dolce & Gabbana. W 2014 rozpoczęła współpracę z firmą bieliźniarską Victoria's Secret, a w październiku 2017 roku została twarzą domu mody Givenchy.
W grudniu 2017 otrzymała nagrodę Międzynarodowej Modelki Roku magazynu Glamour.

## Kariera

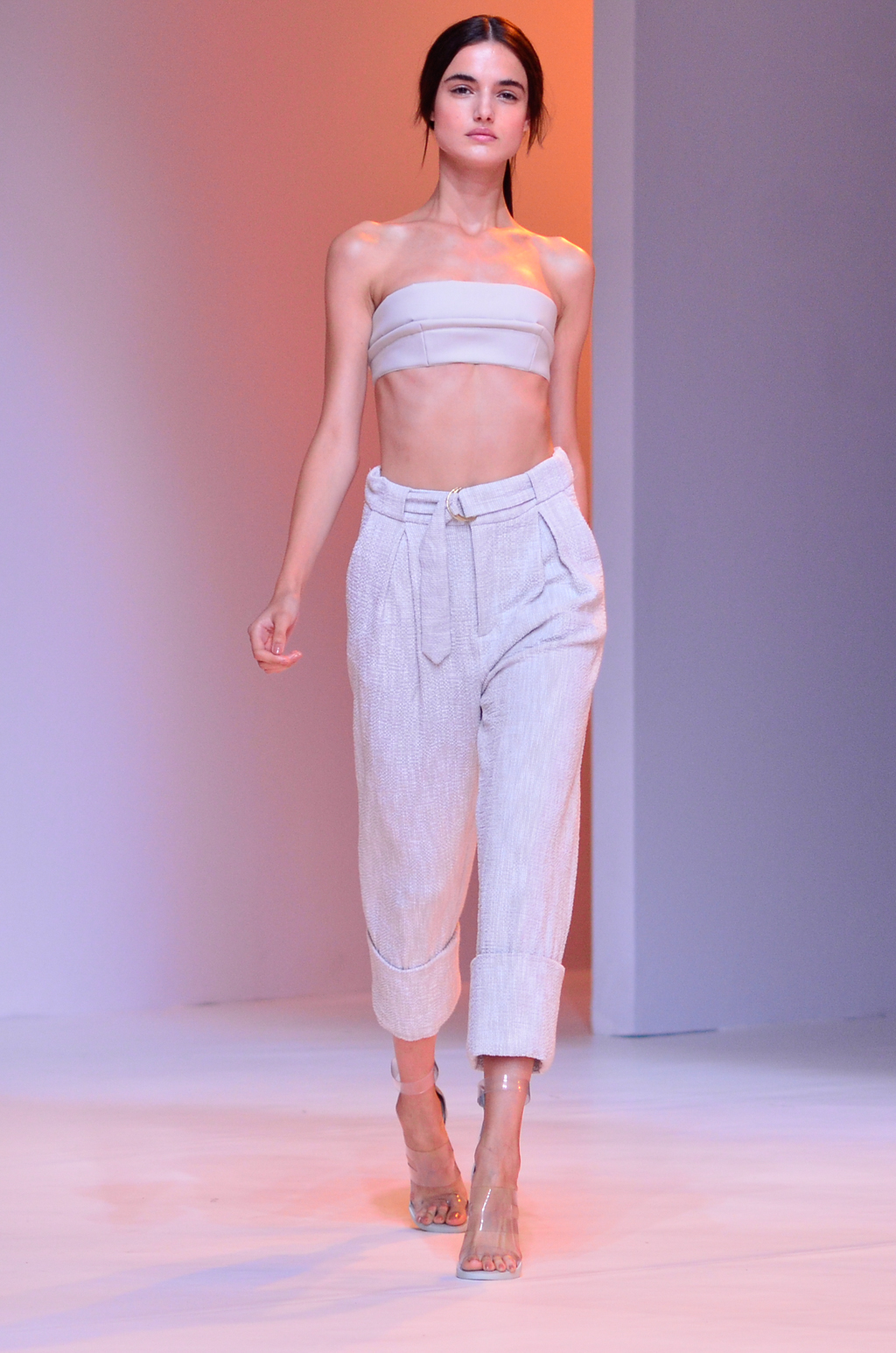
Blanca Padilla na wybiegu w 2014.

Blanca Padilla została przypadkowo odkryta przez agenta modelek w madryckim metrze. Była wtedy jeszcze studentką hiszpańskiego uniwersytetu ESIC Business & Marketing School. Modelka zaczynała karierę z rodzimą agencją The Cool Models, natomiast obecnie jest związana z agencją NEXT Model Management.
Pojawiła się w kampaniach reklamowych dla Dolce & Gabbana, Suiteblanco, Brandon Maxwell, Calzedonia, Ralph Russo, Aritzia i Marc Jacobs Accesories.
W lutym 2014 okrzyknięto ją Modelką Roku na 59. edycji Mercedes-Benz Madrid Fashion Week, ze względu na jej elegancję.
Dotychczas można ją było dostrzec na wybiegu dla takich domów mody i firm odzieżowych, jak Dolce & Gabbana, Givenchy, Anna Sui, Alberta Ferretti, Balmain, Blumarine, Chanel, Dior, Elie Saab, Giorgio Armani, Hervé Léger, Lacoste, Lanvin, Oscar de la Renta, Ralph Lauren, Valentino, Versace, Victoria's Secret i Zuhair Murad.